# Giornata internazionale dell'alfabetizzazione
L'8 settembre è la Giornata internazionale dell'alfabetizzazione, una ricorrenza istituita il 17 novembre 1965 dall'UNESCO al fine di ricordare alla comunità internazionale l'importanza dell'alfabetizzazione.

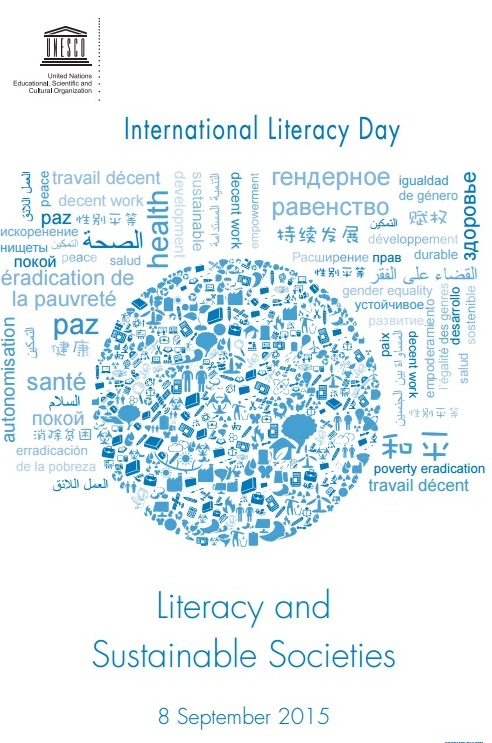
Manifesto della Giornata internazionale dell'alfabetizzazione 2015

Il processo di alfabetizzazione è generalmente considerato centrale per la risoluzione delle grandi problematiche mondiali come la povertà, la mortalità infantile, la diffusione delle malattie sessualmente trasmissibili, la violazione dei diritti umani ed il mancato raggiungimento della parità di genere.
L'UNESCO stima che al mondo il numero di analfabeti sia di 781 milioni di adulti, il 64% dei quali sono donne.
Più della metà della popolazione analfabeta si trova nell'Asia Occidentale e Meridionale, il 24% nell'Africa subsahariana, il 12% in Asia Orientale, il 6,6% negli Stati Arabi e il 4,2% nell'America Latina.

## Temi della Giornata internazionale dell'alfabetizzazione
Dal 2003 al 2012, ogni due anni l'UNESCO ha affiancato un tema alla Giornata internazionale dell'alfabetizzazione per rendere esecutivi i piani strategici per risolvere i problemi relativi all'analfabetismo nel mondo. Dal 2013 il tema della Giornata internazionale dell'alfabetizzazione viene assegnato annualmente.
I temi della Giornata internazionale dell'alfabetizzazione dal 2007 al 2014:
Il tema del 2007-2008 “Literacy and Health” (Alfabetizzazione e salute), evidenziava il legame tra analfabetismo e diffusione di malattie come l'HIV/AIDS, la malaria e la tubercolosi.
Il tema del 2009-2010 “Literacy and Empowerment” (Alfabetizzazione e incentivazione), denunciava la disparità di genere nel mondo.
Il tema del 2011-2012 "Literacy and Peace" (Alfabetizzazione e pace), si concentrava sull'importanza dell'alfabetizzazione come mezzo per garantire la pace.
Il tema del 2013 "Literacies for the 21st Century" (Alfabetizzazione per il XXI secolo), sottolineava l'importanza dell'alfabetizzazione in un mondo in rapida evoluzione tecnologica.
Il tema del 2014 "Literacy and Sustainable Development" (Alfabetizzazione e sviluppo sostenibile), promuoveva lo sviluppo sostenibile nei Paesi in via di sviluppo e la crescita economica.

## Gli UNESCO Literacy Prize
Negli anni l'UNESCO ha istituito una serie di premi annuali per sensibilizzare l'opinione pubblica sul tema dell'alfabetizzazione: gli UNESCO Literacy Prize.
A partire dal 1967, l'UNESCO ha premiato oltre 460 progetti realizzati da uomini, donne, governi o ONG che si sono distinte nell'ambito dell'alfabetizzazione.
La scelta dei vincitori è operata da una Giuria Internazionale nominata dal direttore generale dell'UNESCO, che si riunisce ogni anno presso la sede dell'UNESCO a Parigi. I premi sono solitamente assegnati con una cerimonia ufficiale durante la Giornata Internazionale dell'Alfabetizzazione.
Gli UNESCO Literacy Prize che tutt'oggi vengono consegnati sono due: l’UNESCO King Sejong Literacy Prize e l’UNESCO Confucius Prize for Literacy.

### Storia degli UNESCO Literacy Prize
- Mohammad Reza Pahlavi Literacy Prize (dal 1967 al 1978)

Il premio è stato istituito nel 1967 con il sostegno dello scià Mohammad Reza Pahlavi (1919 - 1980).
- UNESCO Nadezhda K. Krupskaya Literacy Prize (dal 1970 al 1992)

Il premio è stato istituito nel 1970 con il sostegno dell'Unione Sovietica ed intitolato alla pedagogista Nadezhda K. Krupskaya (1869 - 1939), moglie di Vladimir Lenin.
- International Reading Association Literacy Award (dal 1979 al 2006)

Il Premio è intitolato all'International Reading Association (IRA), una associazione internazionale creata nel 1956 con sede nel Delaware, Stati Uniti, con lo scopo di migliorare l'insegnamento e incoraggiare alla lettura.
- Noma Literacy Prize (dal 1980 al 2003)

Il premio è stato istituito nel 1980 da Shocchi Noma, presidente della Kōdansha, la principale casa editrice giapponese di letteratura e manga.
- UNESCO King Sejong Literacy Prize (dal 1989 ad oggi)

Il premio è stato istituito nel 1989 con il sostegno della Corea del Sud ed intitolato a Sejong il Grande (1397 - 1450), creatore dell'alfabeto coreano Hangŭl.
- The Malcolm Adiseshiah International Literacy Prize (dal 1998 al 2001)

Il premio è stato istituito nel 1998 con il sostegno del governo dell'India ed intitolato al pedagogista indiano Malcolm Adiseshiah (1910 - 1994) per il suo contributo all'alfabetizzazione.
- UNESCO Confucius Prize for Literacy (dal 2005 ad oggi)

Il premio è stato istituito nel 2005 con il sostegno del governo della Repubblica Popolare Cinese e intitolato al filosofo cinese Confucio (551 a.C. – 479 a.C.)